# Бодонг
Бодонг или още Бодонгпа е една от традициите на тибетския будизъм. Тя е по-малка и е извън обичайната класификация на четирите основни приемствености.

## История
Традицията Бодонг води началото си от Бодонг Ринчен Цемо, който получава ученията от Друбтоб Семо Чеуа. Най-почитан представител, често разглеждан като неин основател е Бодонг Пенчен Ленам Гйелчок (1376 – 1451), чието седалище е едноименния манастир. Бодонг Пенчен е написал повече от сто тридесет и пет тома и е известен като най-плодовития автор в тибетската история. Най-важната му творба е „Комендиум на таковостта“, (Compendium of Suchness) и обхваща сто тридесет и три тома, всеки от около 500 листа (1000 страници). Тази енциклопедична творба, която има различни версии – по-пълни и съответно по-кондензирани и се смята за основа на традицията Бодонг.
Манастирът Бодонг Е, намиращ се в Юток, окръг Лаце, провинция Шигатзе е главен манастир на традицията Бодонг. Основан е през 1049 г. от Мудра Ченпо, учител от традицията Кадам..
Дже Дзонкапа се е учил в манастира Е Бодонг от Лоцава (тиб. преводача) Намка Зангпо, който му преподавал „Огледало от поезия“.
Добре известен учител от Бодонг е Самдинг Дордже Пхагмо, една от малкото женски линии на съзнателно прераждане в тибетския будизъм. По времето на културната революция Бодонг Е Гомпа бива почти напълно унищожен. Оцеляват само сгради, използвани за зърнохранилища.

### Извън Тибет
През 1989 г. е основан манастирът Пелмо Чодинг (Подонг Гомпа) в Дхарамсала в Индия. В Катманду е построен манастирът Поронг Пелмо Чодинг.
Тези манастири са построени от тибетци от региона Поронг в югозападен Тибет за да съхранят традицията Бодонг.